# خانه بدرالزمان معاونی
خانه بدرالزمان معاونی مربوط به اواخر دوره قاجار است و در شیراز، محله ارامنه، کوچه شاهزاده جمالی واقع شده و این اثر در تاریخ ۱۰ خرداد ۱۳۸۲ با شمارهٔ ثبت ۸۶۴۵ به‌عنوان یکی از آثار ملی ایران به ثبت رسیده است.